# Classement FICP 1989
Navigation
Édition précédente Édition suivante
Le classement FICP 1989 est le classement établi par la Fédération internationale du cyclisme professionnel (FICP) pour désigner le meilleur cycliste sur route professionnel de la saison 1989. Le Français Laurent Fignon remporte le classement devant son compatriote Charly Mottet.

## Classement
| Classement | Coureur        | Points |
| ---------- | -------------- | ------ |
| 1          | Laurent Fignon | 979,06 |
| 2          | Charly Mottet  | 887,28 |
| 3          | Sean Kelly     | 883,13 |
| 4          | Pedro Delgado  | 676,28 |
| 5          | Tony Rominger  | 615,73 |